# Трибей
Трибей (на словенски: Tribej) е село в Словения, Корошки регион, община Дравоград. Според Националната статистическа служба на Република Словения през 2015 г. селото има 108 жители.